# Australothelais
Australothelais är ett släkte av skalbaggar. Australothelais ingår i familjen långhorningar.
Kladogram enligt Catalogue of Life:
| Australothelais | \| \| Australothelais demarzi \| \| \| \| \| \| Australothelais densepunctata \| \| \| \| |
|                 | \| \| Australothelais demarzi \| \| \| \| \| \| Australothelais densepunctata \| \| \| \| |
|                 | Australothelais demarzi                                                                   |
|                 |                                                                                           |
|                 | Australothelais densepunctata                                                             |
|                 |                                                                                           |